# 俄羅斯聯邦武裝力量總軍事政治部
俄羅斯聯邦武裝力量總軍事政治部（俄语：Главное военно-политическое управление Вооружённых сил Российской Федерации (ГВПУ ВС РФ)），是俄羅斯聯邦武裝力量核心軍事政治機構，負責在軍隊內部推動對執政政府的意識形態和思想忠誠。該部門可視為蘇軍總政治部的重啟，其非正式地被稱為GlavPuR（ГлавПУР），這是該部門的俄文縮寫。

## 歷史
該部門於2018年7月30日由俄羅斯總統弗拉基米爾·普京簽署法令成立，並由安德烈·卡爾塔波洛夫上將擔任部長。與其他主要部門不同，該部門部長同時擔任俄羅斯國防部副部長一職。
該部門的成立最早於2018年2月被媒體報導，當時國防部消息人士透露，該部門將由人事工作總局改組而成，而該部門則是繼承自蘇軍總政治部，其於1991年8月政變後解散，當時蘇聯共產黨的影響力從武裝力量中清除。
俄羅斯國防部公共委員會副主席亞歷山大·坎辛指出，「在全球信息和心理戰的背景下，軍隊與社會之間的道德和政治團結變得至關重要」，因此「有必要對整個武裝部隊組織進行徹底的重組和重大加強，其將組織、指揮和負責俄羅斯軍隊的道德和意識形態。」據媒體報導指，重建政治局的構想由俄羅斯國防部長謝爾蓋·紹伊古推動。俄羅斯當局將該部門的重建視為對抗西方的一環，俄羅斯將領維克多·邦達列夫將其描述為「確保國家安全的重要措施」，以應對「西方敵人旨在詆毀俄羅斯及其軍隊形象的活動」。

## 職責
俄羅斯當局表示，該部門的主要職責是在俄羅斯武裝力量中組織軍事政治工作，實現國防部的目標，包括制定並推行宣傳武裝力量活動、提升軍事服役的社會地位和威望，以及保護和發揚愛國傳統的措施。該部門吸收人事工作總局，將其改組為總軍事政治部的部門，並負責青年軍學員國民運動和「愛國教育」、國防部文化和新聞服務部門，以及武裝力量媒體的發佈工作。
媒體普遍認為，總軍事政治部的設立，意味在蘇聯時期，政治委員於軍隊中進行政治宣傳的傳統回歸。然而，退役上將列昂尼德·伊瓦紹夫強調，「在當前形勢下，如果沒有強有力的政治教育和思想教育體系，將無法實現軍隊建設」，因為「西方已成為俄羅斯的對手」。俄羅斯官媒也直言不諱地表示，「俄羅斯無須感到羞愧」，並指出「通過決定建立這個新的舊機構，俄羅斯公開宣告其參與全球軍事地緣政治對抗的決心」。

## 歷任領導人

### 部長
- 安德烈·卡爾塔波洛夫上將（2018年7月30日—2021年10月5日）[16]
- 維克多·米斯科維茨少將（2021年10月5日—11月12日·代理）
- 根納季·日德科上將（2021年11月12日—2022年7月28日）[17]
- 維克托·戈列梅金上將 (2022年7月28日—) [18]

### 第一副部長
- 謝爾蓋·古謝夫少將（2023年11月22日—）

### 副部長
- 奧列格·莫謝耶夫少將（2022年—）
- 伊戈爾·西瓦科夫少將（2023年12月1日—）
- 阿普蒂·阿勞迪諾夫少將（2024年4月16日—）

## 外部鏈結
- 俄羅斯國防部網站上的總軍事政治部介紹 （页面存档备份，存于）